# Fausse chanterelle
Hygrophoropsis aurantiaca
Espèce
La fausse chanterelle, fausse girolle, ou chanterelle orangée (de son nom scientifique : Hygrophoropsis aurantiaca) est une espèce de champignons basidiomycètes de la famille des hygrophoropsidacées, dans l'ordre des Boletales. Si elle a été longtemps confondue avec le genre chanterelle, elle n'est en réalité ni vraie ni fausse, et a longtemps été classée parmi les clitocybes avant de se retrouver dans le genre Hygrophoropsis ("faux hygrophore") et la famille des Hygrophoropsidaceae.

## Taxinomie

### Nom binomial actuel
Hygrophoropsis aurantiaca  (Wulfen) Maire 1921

### Synonymes
- Clitocybe aurantiaca (Wulfen) Stud.-Steinh. 1900
- Merulius aurantiacus (Wulfen) J.F. Gmel. 1792

## Description du sporophore
- Hymenophore : Chapeau 3 à 8 cm, convexe puis étalé et légèrement déprimé, mais rarement en forme de coupe, jaune orangé, plus foncé au centre, parfois taché de vert-de-gris ; marge mince, enroulée au début.
- Chair : molle, jaune orangé pâle,
- Lamelles serrées, ramifiées, décurrentes, sensiblement concolores au chapeau, se détachant à l'ongle (contrairement à la vraie girolle)[3].
- Stipe : Pied de 3 à 5 cm, grêle et souvent excentré, plein devenant creux avec l'âge, de la couleur du chapeau, puis de plus en plus brun jusqu'à devenir fuligineux voire noirâtre, ce qui est un élément distinctif majeur de cette espèce.
- Sporée : crème.
- Odeur et saveur : odeur faible ; saveur un peu amère.

## Habitat
La chanterelle orangée pousse en troupes, essentiellement sous les résineux, à l'automne, parfois tard dans la saison en plaine.

## Comestibilité
C'est un bon champignon comestible, mais inférieur à la chanterelle. Elle n'en a en tous cas jamais le croquant.
Il est aujourd'hui cependant de plus en plus reconnu comme étant toxique, à la suite de nombreuses intoxications au mécanisme mal expliqué.

## Confusions possibles
Les véritables espèces proches d'Hygrophoropsis aurantiaca sont d'autres boletales mais elle peut se confondre avec le pleurote de l'olivier (dont le chapeau porte des fibrilles radiales et dont elle ne partage pas l'habitat) et surtout, pour les débutants et d'où son nom, avec la girolle. Cette dernière présente toutefois une couleur plus claire, des plis plutôt que de vraies lames, une odeur particulière - d'aucuns disent de mirabelle - et surtout une chair beaucoup plus ferme.

### Sources
Entre autres ouvrages :
- Les Champignons, Roger Phillips, éditions Solar,  (ISBN 2-263-00640-0)
- Champignons du Nord et du Midi, André Marchand, tome I / IX, Hachette,  (ISBN 84-499-0649-0)
- Grand guide encyclopédique des champignons, Jean-Louis Lamaison et Jean-Marie Polese, Artémis Éditions,  (ISBN 2-84416-005-0)